# Dorfkirche Bredow

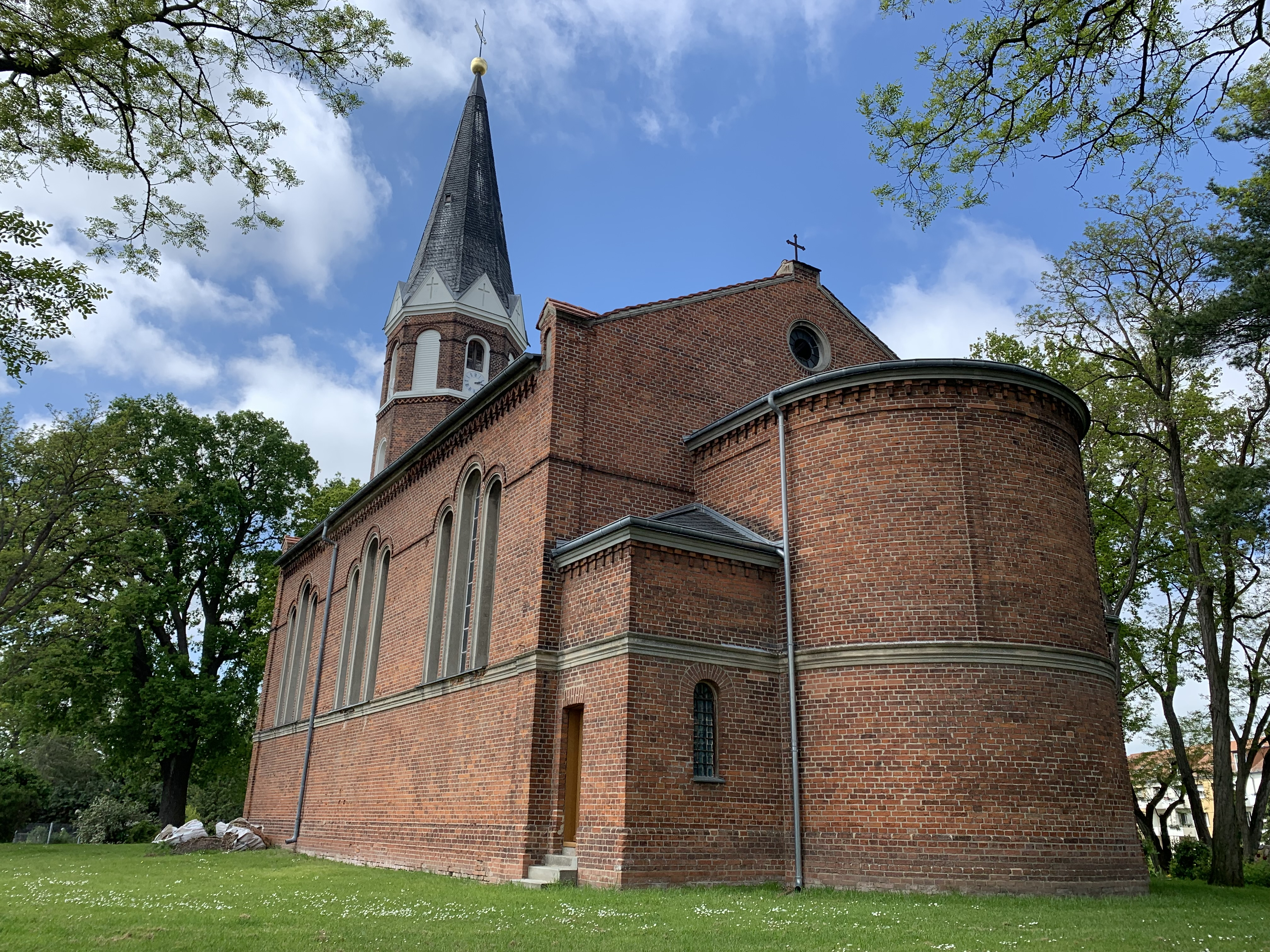
Dorfkirche Bredow

Die evangelische Dorfkirche Bredow ist eine Saalkirche im Stil des Historismus in Bredow, einem Ortsteil der Gemeinde Brieselang im Landkreis Havelland im Land Brandenburg. Die Kirchengemeinde gehört zum Kirchenkreis Nauen-Rathenow der Evangelischen Kirche Berlin-Brandenburg-schlesische Oberlausitz.

## Lage
Die Berliner Straße führt von Südwesten kommend in den historischen Ortskern und nach einer s-förmigen Kurve dort als Oranienburger Straße wieder in nordöstlicher Richtung heraus. Südlich der Kurve steht das Bauwerk auf einem erhöhten Grundstück mit einem Kirchfriedhof, der nicht eingefriedet ist.

## Geschichte
Bereits im Landbuch Karls IV. wurden drei Pfarrhufen aufgeführt, demzufolge muss es im Jahr 1375 eine Kirche gegeben haben. Weiterhin wurde im Jahr 1541 von einem Pfarrhaus mit einer Hufe berichtet. Von den Vorgängergebäuden existieren jedoch keine Überlieferungen. Im Jahr 1859 kam es zu einem Brand im Dorf, bei dem ein Großteil der Gebäude, darunter auch die Kirche, Turm und Pfarrscheune vernichtet wurden. Die Kirchengemeinde baute das Bauwerk daraufhin wieder auf; die Kirchweihe fand im Jahr 1862 statt. Zwischenzeitlich hatten sich die Gläubigen in der Gartenhalle des Ritterguts derer von Bredow versammelt.
Das Gebäude wird im 21. Jahrhundert zwei Mal im Monat für den Gottesdienst, aber auch für Veranstaltungen und Konzerte genutzt. Im Oktober 2019 gründete sich Förderverein, der sich seit dieser Zeit für die Instandsetzung des Bauwerks einsetzt. So konnte die Turmkugel saniert werden. Geplant ist aber auch, die Orgel der Firma Buchholz zu restaurieren.

## Baubeschreibung

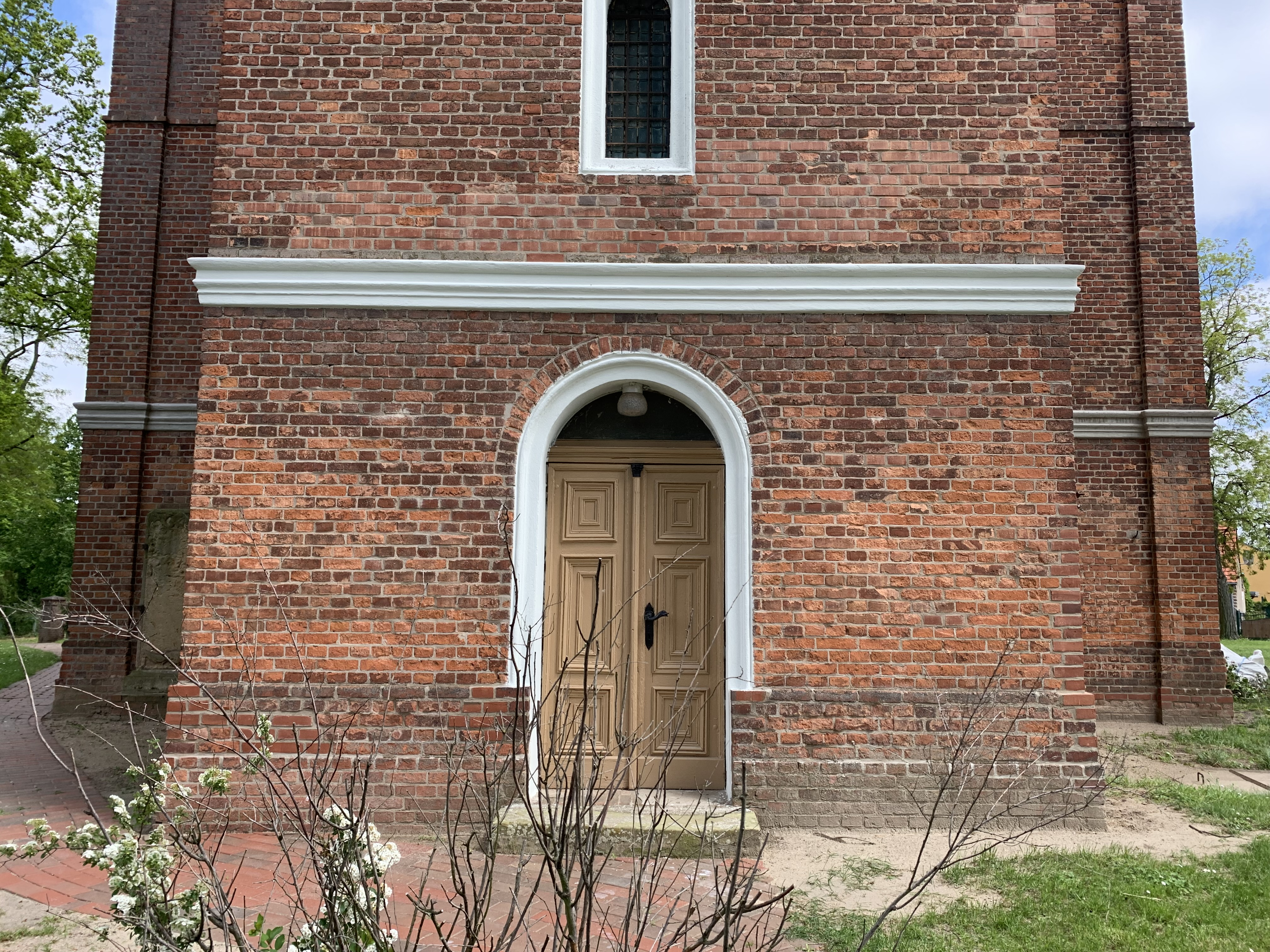
Westportal

Das Bauwerk entstand im Wesentlichen aus rötlichem Mauerstein und verfügt über eine halbrunde und fensterlose Apsis, die mit einem verputzten, horizontal verlaufenden Band verziert ist. Am Übergang zum Dach ist ein nach unten geöffneter Fries. Seitlich sind zwei Anbauten mit einem rechteckigen Grundriss. Zur Ostseite ist je ein rundbogenförmiges Fenster, am südlichen Anbau nach Süden hin ein Zugang.
Das Kirchenschiff hat einen rechteckigen Grundriss. Die Ostwand ist fensterlos, allerdings befindet sich im Giebel ein mittig angebrachtes Ochsenauge. Die Nord- und Südseite des Langhauses ist weitgehend symmetrisch aufgebaut. Dort dominieren je drei gekuppelte, rundbogenförmige Fenstergruppen bestehend aus zwei kleinen und einem leicht überhöhten Fenster. An der Nordseite befindet sich zusätzlich mittig ein kleiner und im Grundriss rechteckiger Anbau, der als Zugang dient. Das bereits in der Apsis vorhandene Band zieht sich unterhalb der Fensterfront durchgängig über das Langhaus.
Der Westturm hat einen quadratischen Grundriss und ist gegenüber dem Schiff stark eingezogen. An seiner Westseite ist ein großes, verputztes Portal, an der Nord- und Südseite je ein Rundbogenfenster. Auch hier verläuft das Band um den Baukörper herum. An der Nord- sowie Westwand stehen zwei Epitaphe mit einer unleserlichen Inschrift; an der Nordseite zusätzlich eine Grabwange. Darüber befinden sich drei Geschosse mit je einem Rundbogenfenster an den zugänglichen Seiten. Oberhalb erhebt sich ein eingezogener, achteckiger Aufbau mit Klangarkaden und einem spitzen Turmhelm, der mit einer Turmkugel und Wetterfahne abschließt.

## Ausstattung
Auf der Empore steht eine Orgel, die Carl August Buchholz im Jahr 1861 anfertigte. Das Instrument besitzt 11 Register auf zwei Manualen und Pedal. Im Jahr 1958 änderte Karl Gerbig die Disposition.
Auf dem Friedhof befindet sich eine Grabstätte für zwei ermordete polnische Zwangsarbeiter. Sie steht unter Denkmalschutz. Nördlich des Kirchenschiffs erinnert ein Findling an die Opfer von Krieg und Gewalt.